# 维捷斯拉夫·亚罗什
维捷斯拉夫·亚罗什（捷克語：Vítězslav Jaroš；2001年7月23日—）是捷克职业足球运动员，司职守門員，效力于荷甲阿贾克斯（利物浦外借）及捷克国家队。

## 俱乐部生涯

### 早年经历
亚罗什在家乡俱乐部普里布拉姆开启足球生涯，三年后的2011年加盟布拉格斯拉維亞。2017年，在布拉格斯拉維亞效力了六年的雅罗什加盟利物浦青训学院，在青训队第二个赛季帮助球队夺得英格蘭足總青年盃。
2019年夏季，亚罗什首次代表利物浦成年队出战，帮助球队在友谊赛中6比0大胜特兰米尔流浪。比赛结束后不久，他在训练过程中受伤，肘部受到近距离撞击，骨头韧带撕裂，且出现骨折，需要接受手术修复，因此缺阵了几个月。

### 利物浦
2020年2月，利物浦对阵施鲁斯伯里镇的英格蘭足總盃第四轮比赛，亚罗什首次代表利物浦一线队出战，担任替补门将。同年7月9日，雅罗什与利物浦签订长期合约。之后一个赛季，亚罗什在三场欧洲冠军联赛比赛中出任替补门将，包括对阵阿贾克斯的主客场比赛，以及对阵中日德兰的客场比赛，三场比赛均未上场。

#### 圣帕特里克竞技
2021年2月3日，利物浦宣布将亚罗什租借到爱尔兰超球队圣帕特里克竞技，租借期持续至2021赛季结束。亚罗什成为第二位加盟圣帕特里克竞技的捷克运动员，首位加盟的是同样出身普日布拉姆的米哈尔·马切克。2021年3月19日，亚罗什首次代表圣帕特里克出战，帮助球队在客场塔拉特体育场1比1战平都柏林德比对手沙姆洛克流浪。亚罗什在比赛中的表现获得球队主教练史蒂芬·奥唐纳赞赏：“他今晚的表现和季前赛一样出色。面对这么年轻的一位球员，只有19岁，心态非常好，非常镇定，如果你刚刚进来，还不知道他的年纪，你肯定会说：‘那可是经验丰富的老将、真正的职业选手’。”2021年4月3日，亚罗什迎来职业生涯首场零封比赛，帮助球队在客场达利穆恩特公园球场1比0战胜都柏林城德比对手波希米亚人，登顶联赛积分榜榜首。
之后六场比赛，亚罗什五场零封对手，同时帮助球队创下九场不败纪录，期间只丢了四球。最终圣帕特里克竞技夺得爱尔兰超亚军，创下2013年夺冠以来的最好成绩，雅罗什个人则被球迷评选为俱乐部年度最佳球员。2021年11月28日，2021年爱尔兰足协杯决赛，圣帕特里克在主场英傑華球場迎战波西米亚人，双方在加时赛结束后1比1战平，最后在点球大战中4比3击败对手，雅罗什在圣帕特里克竞技的生涯就此划上完美句号。
赛季结束后，亚罗什离开圣帕特里克竞技，等待老东家利物浦主教练尤尔根·克洛普发落。克洛普对他在爱尔兰的表现赞赏有加，圣帕特里克竞技教练史蒂芬·奥唐纳称赞亚罗什是他碰到过的20岁门将中最优秀的一位，堪比20岁时与奥唐纳同样效力于法尔科克的卡斯柏·舒米高。2022年1月26日，亚罗什获爱尔兰记者提名为爱尔兰足球作家协会（Soccer Writers Ireland）年度最佳门将。

#### 諾士郡
2022年1月27日，亚罗什再被租借到英格蘭足球全國聯賽球队諾士郡，租借期至赛季结束。同年3月1日，他首次代表諾士郡出战，惟球队客场1比3不敌切斯特菲尔德。2022年2月19日，他帮助球队在客场美度徑體育場2比0击败伊斯特利，为个人在球队的首次零封。效力于諾士郡期间，他总共参加15场比赛，惟球队输掉了英乙升级附加赛。

#### 斯托克港
2022年7月4日，亚罗什被租借到英乙球队斯托克港，租借期持续一个赛季。2022年8月9日，他生涯首次参加英格蘭足球聯賽盃，帮助球队在客场1比0零封战胜对手哈洛格特鎮。四天后，他帮助球队主场1比0击败科尔切斯特联，实现个人在英乙的首次零封。同年8月23日，他曾参加对阵英超球队莱斯特城的英格蘭足球聯賽盃比赛，在常规比赛时间内0比0战平对手，随后在点球大战阶段扑出詹姆士·麥迪森的点球，最终斯托克港点球大战1比3不敌莱斯特城。效力于諾士郡期间，他总共参加13场比赛。

#### 格拉茨风暴
2024年1月9日，亚罗什与利物浦续约，同时被租借到奥超球队格拉茲風暴。2024年2月15日，亚罗什职业生涯首次参加欧战，帮助球队在欧足联欧洲协会联赛中4比1战胜布拉迪斯拉發施洛雲。2024年5月1日，他帮助球队在奥地利杯决赛中2比1击败維也納迅速。效力于格拉茨风暴期间，他参加全部21场比赛，帮助球队夺得奥超冠军，终结了薩爾斯堡紅牛的10连霸。

#### 重返利物浦
2024年10月5日，亚罗什首次代表利物浦出战英超比赛，在客场对阵水晶宫比赛的79分钟替补阿利松上场，帮助球队1比0战胜对手。同年10月30日，首次代表利物浦首发出场，帮助球队在英格蘭聯賽盃中3比2战胜布莱顿。亚罗什表现出色，比赛第50分钟，西蒙·阿丁格拉头球攻门，被他用手指挡在门柱上。

## 国家队生涯
亚罗什曾代表捷克参加各级青年队比赛，2021年9月首次被征召进捷克U-21。2022年3月29日，他帮助捷克U-21队3比0击败安道爾U-21。
2024年3月，亚罗什首次获捷克国家队征召，参加对阵挪威和亞美尼亞的热身赛。同年5月，正式入选捷克参加2024年歐洲足球錦標賽的大名单。6月7日，他首次代表捷克国家队出战，帮助球队在奥地利格勒迪希举行的热身赛中7比1击败馬爾他，他在半场阶段替补馬捷·科瓦日上场。

## 生涯统计

### 俱乐部
最後更新：2024年10月30日
| 俱乐部                 | 赛季    | 联赛           | 联赛 | 联赛 | 国家杯 | 国家杯 | 联赛 | 联赛 | 欧战 | 欧战 | 其他 | 其他 | 总计 | 总计 |
| 俱乐部                 | 赛季    | 组别           | 出场 | 进球 | 出场   | 进球   | 出场 | 进球 | 出场 | 进球 | 出场 | 进球 | 出场 | 进球 |
| ---------------------- | ------- | -------------- | ---- | ---- | ------ | ------ | ---- | ---- | ---- | ---- | ---- | ---- | ---- | ---- |
| 利物浦U-21             | 2020–21 | —              | —    | —    | —      | —      | —    | —    | —    | —    | 2    | 0    | 2    | 0    |
| 利物浦                 | 2019–20 | 英超           | 0    | 0    | 0      | 0      | 0    | 0    | 0    | 0    | 0    | 0    | 0    | 0    |
| 利物浦                 | 2020–21 | 英超           | 0    | 0    | 0      | 0      | 0    | 0    | 0    | 0    | 0    | 0    | 0    | 0    |
| 利物浦                 | 2021–22 | 英超           | 0    | 0    | 0      | 0      | 0    | 0    | 0    | 0    | —    | —    | 0    | 0    |
| 利物浦                 | 2022–23 | 英超           | 0    | 0    | 0      | 0      | 0    | 0    | 0    | 0    | —    | —    | 0    | 0    |
| 利物浦                 | 2023–24 | 英超           | 0    | 0    | 0      | 0      | 0    | 0    | 0    | 0    | —    | —    | 0    | 0    |
| 利物浦                 | 2024–25 | 英超           | 1    | 0    | 0      | 0      | 1    | 0    | 0    | 0    | —    | —    | 2    | 0    |
| 利物浦                 | 总计    | 总计           | 1    | 0    | 0      | 0      | 1    | 0    | 0    | 0    | 0    | 0    | 2    | 0    |
| 圣帕特里克竞技（租借） | 2021    | 爱尔兰超       | 34   | 0    | 5      | 0      | —    | —    | —    | —    | —    | —    | 39   | 0    |
| 諾士郡（租借）         | 2021–22 | 英格兰全国联赛 | 15   | 0    | —      | —      | —    | —    | —    | —    | 0    | 0    | 15   | 0    |
| 斯托克港（租借）       | 2022–23 | 英乙           | 11   | 0    | 0      | 0      | 2    | 0    | —    | —    | 0    | 0    | 13   | 0    |
| 格拉茲風暴（租借）     | 2023–24 | 奥超           | 14   | 0    | 3      | 0      | —    | —    | 4    | 0    | —    | —    | 21   | 0    |
| 总计                   | 总计    | 总计           | 75   | 0    | 8      | 0      | 3    | 0    | 4    | 0    | 2    | 0    | 92   | 0    |

注释
1. ↑  包括英格蘭足總盃、愛爾蘭足協盃、奧地利盃
2. ↑  包括英格蘭足球聯賽盃
3. ↑  英格蘭足球聯賽錦標賽出场次数
4. ↑  欧足联欧洲协会联赛出场次数

## 荣誉记录
利物浦青年队
- 英格蘭足總青年盃冠军：2018–19（英语：FA Youth Cup Finals）[48]

圣帕特里克竞技
- 愛爾蘭足協盃冠军：2021（英语：2021 FAI Cup）[16]

格拉茨风暴
- 奥地利足球超级联赛冠军：2023–24（英语：2023–24 Austrian Football Bundesliga）[37]
- 奧地利盃冠军：2023–24（英语：2023–24 Austrian Cup）[36]

个人
- 圣帕特里克竞技年度最佳球员：2021[49]